# قزاقستان در المپیک تابستانی ۲۰۱۶

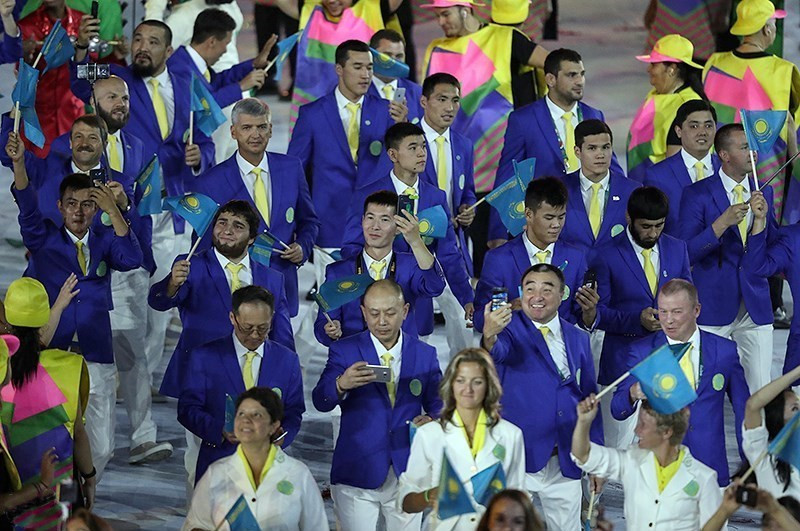
تیم ملی قزاقستان در بازی‌های المپیک تابستانی ۲۰۱۶

قزاقستان از ۵ تا ۲۱ اوت ۲۰۱۶ در بازی‌های المپیک تابستانی ۲۰۱۶ در ریو دو ژانیرو در برزیل به رقابت پرداختند. قزاقستان با ۳ طلا، ۵ نقره و ۹ برنز در جایگاه بیست و دوم دنیا قرار گرفت.